# کریستیان بریستروم
 کریستیان بریستروم (سوئدی: Christian Bergström؛ زاده ۱۹ ژوئیهٔ ۱۹۶۷) یک تنیس‌باز اهل سوئد بود. 